# Redouane Maachou
Redouane Maachou (en arabe : رضوان معاشو), est un footballeur algérien né le 4 février 2001 à Sidi Bel Abbès. Il évolue au poste de Gardien de but au Moustakbal Baladiat Rouissat.

## Statistiques

### En club
| Saison                | Club                  | Championnat           | Championnat | Championnat | Coupe(s) nationale(s) | Coupe(s) nationale(s) | Compétition(s) continentale(s) | Compétition(s) continentale(s) | Compétition(s) continentale(s) | Total | Total |
| Saison                | Club                  | Division              | M.          | B.          | M.                    | B.                    | Comp.                          | M.                             | B.                             | M.    | B.    |
| 2022-2023             | CR Belouizdad         | Ligue 1               | -           | -           | -                     | -                     | C1                             | 0                              | 0                              | 0     | 0     |
| 2023-2024             | CR Belouizdad         | Ligue 1               | 2           | 0           | 2                     | 0                     | C1                             | 0                              | 0                              | 4     | 0     |
| 2024-2025             | CR Belouizdad         | Ligue 1               | 0           | 0           | -                     | -                     | C1                             | 2                              | 0                              | 2     | 0     |
| Total sur la carrière | Total sur la carrière | Total sur la carrière | 2           | 0           | 2                     | 0                     | -                              | 2                              | 0                              | 6     | 0     |

## Palmarès

### Palmarès en club
| CR Belouizdad                              |
| ------------------------------------------ |
| - Coupe d'Algérie (1) : - Vainqueur : 2024 |